# Corporate
Corporate – bollywoodzki dramat z 2006 roku wyreżyserowany przez Madhur Bhandarkara, autora Chandni Bar, czy Page 3. W rolach głównych nagrodzona za role wieloma nagrodami Bipasha Basu i Kay Kay Menon. Życie w rywalizujących ze sobą korporacjach, których celem jest zysk. Bohaterowie wybierają do realizacji swojego celu środki, które uderzają w nich samych. Manipulowanie politykami, prasą, manifestującym tłumem i uczuciami ludzi. 

## Fabuła
Dwie korporacje rodzin Vinaya Seghala (Rajat Kapoor) i Dharmesha Marvaha (Raj Babbar) walczą  o indyjski rynek napojów gazowanych. Chodzi o wielkie pieniądze. W pewnej chwili firma Seghala wchodząc we współpracę z amerykańską korporacją zyskuje punkt w tej rozgrywce. Kolejny krok należy do Marhava. Przekupiwszy ministra zdobywa on uwłaszczaną fabrykę, a potem zostaje uznany najlepszym biznesmenem. Zraniona miłość własna Seghala każe mu na rynek rzucić przedwcześnie nowy nieprzygotowany produkt. W jego produkcję zaangażowana jest nieprzebierająca w środkach Nishiganda Sengupta (Bipasha Basu). Od lat silnie związana ze szwagrem Seghala Riteshem (Kay Kay Menon) chce pomóc swojemu ukochanemu odzyskać utraconą pozycję w biznesie. Kiedy jednak okazuje się, że z powodu niedopatrzenia źródeł ujęcia wody produkcja nowego napoju zawiera rakotwórcze pestycydy, Nishi nie umie cieszyć się z sukcesu uzyskanego dzięki przekupieniu kontroli jakości. Wkrótce jej złe przeczucie się sprawdza. Konkurencja odkrywszy oszustwo atakuje firmę Seghala. Drapieżna opłacana prasa. Protesty organizacji pozarządowych wspieranych finansowo przez konkurencję. Zorganizowane manifestacje. Akcje korporacji spadają na łeb na szyję. Dla ocalenia rodzinnej firmy potrzebna jest czyjaś ofiara. Ktoś musi wziąć na siebie odpowiedzialność za oszustwo.

## Obsada
- Bipasha Basu – Nishigandha Dasgupta / Nishi
- Kay Kay Menon – Ritesh
- Raj Babbar – Dharmesh Marwah
- Minissha Lamba – Megha Apte
- Rajat Kapoor – Vinay Sehgal
- Payal Rohatgi

## Muzyka i piosenki
- Lamha Lamha Zindagi Hai (Asha Bhonsle)
- O Sikander
- Yahan Sabko Sab (Easy Mix)
- Lamha Lamha Zindagi Hai (Sad Version) (Asha)
- Peele Peele Do Do Ghoont (Vasundhara Das)
- O Sikander (Desi Mix)
- Yahan Sabko Sab - Corporate Title
- O Sikander (International Dance Mix)

## Ciekawostki
- Rolę zagraną przez Bipasha Basu miała pierwotnie zagrać Aishwarya Rai.